# 陳景祺
陳景祺（?—?），浙江省紹興府上虞縣人，清朝政治人物，同进士出身。
咸豐二年（1852年），登进士，授刑部主事。